# Dźhankri

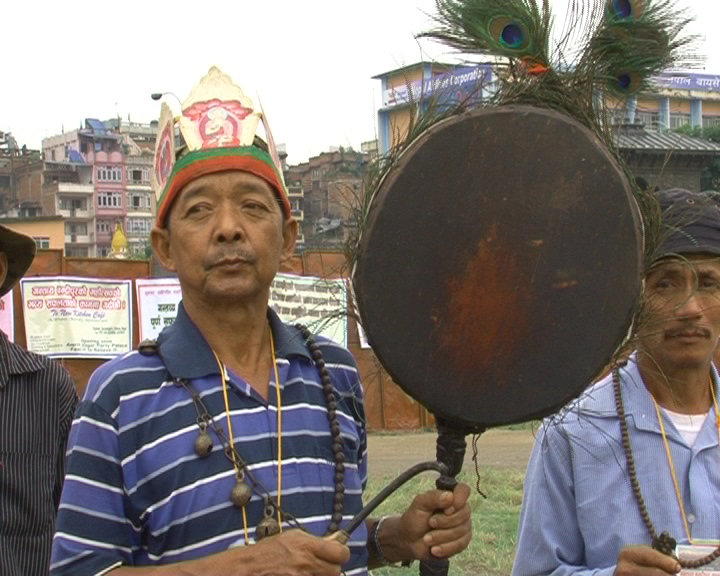
Nepalski dźhankri z bębnem obręczowym.

Dźhankri (nep. झाक्री) – nepalska nazwa lokalnych szamanów, spełniających wielorakie funkcje, zwłaszcza w wiejskich społecznościach państwa. Dźhankri w zależności od potrzeb mogą pełnić rolę uzdrowicieli, usuwając raczej duchowe przyczyny niedomagań niż fizycznie lecząc chorych, chronią przed czarami, bywają weterynarzami, a nawet kapłanami, celebrując rytuały religijne, takie jak śluby itp., a więc praktyki zasadniczo zarezerwowane dla braminów. Dźhankri stanowią trzeci element w przeważająco hinduistyczno-buddyjskim synkretyzmie nepalskim.

## Dźhankri jako znachorzy
Dźhankri stosują typowo szamańskie metody: muzyka, kadzidła itd. Chorobę interpretują jako wpływ złych duchów, które należy przegonić lub przekupić. Badania porównawcze nad skutecznością hipnozy stosowanej zgodnie z procedurami zachodnimi, ajurwedycznymi i dźhankri wykazały przewagę tych ostatnich.

## Rekrutacja
Aby zostać dźhankri, trzeba zostać wybranym przez ban dźhankri (dosłownie „leśnego szamana”), rodzaj istoty nadprzyrodzonej. Jest wiele opowieści o „porwaniu” przez ban dźhankri do jaskini w lesie, gdzie młody adept przechodzi szamańskie szkolenie i inicjację. Istnieje również możliwość nauki technik wchodzenia w trans itd. u ludzkich szamanów, ale warunkiem jest taka właśnie inicjacja dokonana przez ban dźhankri.
Inne opcje zostania dźhankri to spontaniczne prorocze sny lub tradycje rodzinne (powołanie przez przodka-szamana).